# Baron Crathorne

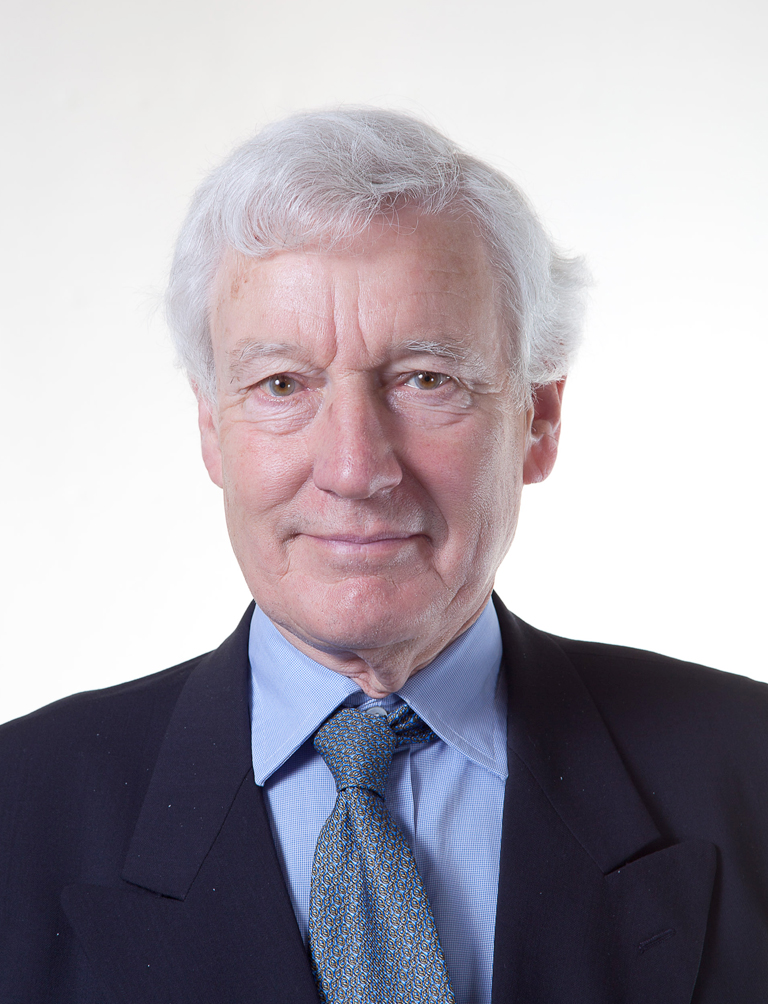
James Dugdale, 2. Baron Crathorne

Baron Crathorne, of Crathorne in the North Riding of Yorkshire, ist ein erblicher britischer Adelstitel in der Peerage of the United Kingdom.
Familiensitz der Barone ist Crathorne House bei Yarm in Cleveland.

## Verleihung
Der Titel wurde am 15. Juli 1959 für den konservativen Politiker Sir Thomas Dugdale, 1. Baronet, geschaffen. Dieser war von 1942 bis 1944 Vorsitzender der Conservative Party und von 1951 bis 1954 Minister für Landwirtschaft und Fischerei unter Winston Churchill. Bereits am 31. Januar 1945 war ihm der Titel Baronet, of Crathorne in the County of York, verliehen worden, der seither ein nachgeordneter Titel des jeweiligen Barons ist.

## Liste der Barone Crathorne (1959)
- Thomas Dugdale, 1. Baron Crathorne (1897–1977)
- James Dugdale, 2. Baron Crathorne (* 1939)

Voraussichtlicher Titelerbe (Heir apparent) ist der Sohn des jetzigen Barons, Hon. Thomas Arthur John Dugdale (* 1977).